# Blowfish Malibu
Blowfish Malibu to amerykańska marka obuwia damskiego i dziewczęcego.
Firma została stworzona w 2006 roku przez dwóch „weteranów branży obuwniczej”: Steve'a Hoyta (projektującego wcześniej m.in. dla marek Rocket Dog, Esprit i Sam & Libby) i Dona Weissa (twórcę marek Hippopotamus, Aerosoles i Rocket Dog).
Obecnie buty Blowfish są dostępne nie tylko w USA, ale też w Australii, w wielu krajach europejskich (m.in.: w Anglii, Irlandii, Francji, Grecji, we Włoszech, Niemczech) oraz w Japonii. Na polskim rynku pojawią się w marcu 2011 roku.